# Couvent des Guillemins de Liège
 (janvier 2013).

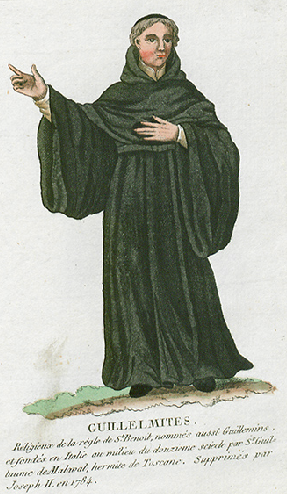
Guillelmites

Le couvent des Guillemins de Liège est l'ancien château de la Motte, occupé par les frères guillemins, bénédictins de l'ordre de Saint-Guillaume, dès le XIIIe siècle. C'est ce couvent qui donna son nom au quartier dans lequel il s'est installé ainsi qu'à la gare de Liège-Guillemins construite sur ses terres.

## Description

### Situation
Le couvent, qui a donné son nom au quartier, était situé au Nord de la place de Bronckart, non loin de l'emplacement de l'ancienne gare de Liège-Guillemins démolie en 2007. La propriété était considérable : plus de 10 hectares de terres, lui donnant l'aspect d'un prieuré rural aux portes de la ville. Elle était longée par une voie qui va du Mostir[Quoi ?] d'Avroy à Sclessin, vers la Meuse la propriété était bordée de petites fermes et n'avait accès au fleuve que par un passage d'une terre dont les frères guillemins avaient la propriété, mais qu'ils avaient donnée à trescens. La propriété s'étendait jusqu’à Sainte-Véronique, jusqu'à la ruelle reliant la Meuse à cette église. Enfin la propriété s'étendait probablement jusqu'à Fragnée.[réf. nécessaire]

### Le bâtiment
L'entrée du couvent se trouvait au début de la rue Hemricourt actuelle, le bâtiment principal étant au Nord de la place de Bronckart, dans la partie méridionale de la rue Fabry. En 1738, Pierre Lambert de Saumery faisait toujours valoir cet avantage précisant que le couvent était 

« Situé au pied d'une montagne féconde en sources très vives »

, et que le couvent 

« est entouré de fossés qui reçoivent des eaux très claires et très pures. Ce sont autant de bassins utiles et commodes, qui forment en même temps, un charmant coup d’œil(…). La sculpture est italienne et on a orné la voûte des cloître, lui donnant un air moderne qui le rend très riant et parfaitement assorti à l'église, qui est assez grande et proportionnée en toutes ses parties. Trois figures de la main de Bertholet, parmi lesquelles celle de l'Ange Gardien passe pour la meilleure et le Tableau de l'autel représentant la Vierge lors de l'Assomption font le plus bel ornement du sanctuaire(…). Le chœur est très propre. Il n'est pas grand, mais il est proportionné au nombre de ces religieux (…). On voit deux beaux réfectoires qui sont certainement les plus belles pièces de ce monastère »

— Pierre Lambert de Saumery, Les Délices du Pays de Liège, t. 1, p. 186-187
.

## Historique

### Une maison forte, origine du couvent
Griseal de Bierset, chanoine et chantre de la cathédrale, fonda entre 1246 et 1280 près de Sainte-Véronique un hospice pour huit prêtres infirmes. Mais il causa, pendant plus de vingt ans, pas mal de soucis aux évêques du diocèse. Il ne comprenait plus que sept religieux qui n'observaient pas bien leur règle ; la communauté était endettée. En 1287, Jean de Flandre, évêque de Liège, changea la destination de cet hospice en y installant des religieux de l'Ordre de Saint-Guillaume suivant la règle de saint Benoît, qu'il fit venir du monastère de Bernardfagne en Condroz, seul couvent de guillemins de la Principauté de Liège avec celui de Bois-le-Duc. Cette petite fondation acquit au fil du temps le statut de prieuré,. Les communautés de Bernardfagne et de Liège furent régies d'abord par un seul prieur. Par la suite, les religieux d'Avroy ayant manifesté leur désir d'avoir un chef spécifique, le couvent liégeois est transformé en prieuré.

### Le couvent de la Motte
Jusque durant le XVe siècle, leur établissement fut appelé maison-forte de Bierset, ensuite maison de la Motte, dès 1328 et jusqu'en 1638. C'est le nom sous lequel cette propriété était désignée longtemps avant d'être le siège d'un couvent. Elle se dressait sur un tertre formé des terres qui avaient été extraites de l'étang qui environnait la demeure seigneuriale. Dressé au milieu d'un étang dans le vaste territoire d'Avroy, le manoir de Gérard de Bierset, décédé le 3 mai 1260, selon ses vœux, avait cédé sa propriété au chapitre de Saint-Lambert et souhaitait y maintenir le prestige du sacerdoce à treize prêtres âgés et sans revenus. À son décès, il avait choisi huit ecclésiastiques, impotents ou pauvres en retraite. Les eaux de la colline, et notamment les ruisseaux du Bois-d'Avroy et du Bois-l'Évêque, continuèrent à abreuver le fossé les siècles suivants. Dès 1319, les frères du couvent delle Motte avait obtenu de la Cour d'Avroy, un record touchant l'emploi de ces eaux.

### Ressources, donations et protecteurs
Les chartes montrent que tout autour de leur monastère, ils possédaient un bon nombre de maisons pour lesquelles ils devaient des cens aux propriétaires fonciers et des droits en héritages sur une petite centaine. Quatre testaments figurent dans le chartrier des Guillemins, de biens plus éloignés.
Tout d'abord que la famille de Bierset et ses alliées maintinrent longtemps leur protection au couvent et financèrent les premiers travaux.

#### L'évêque Jean d'Arckel etLa Bastrée

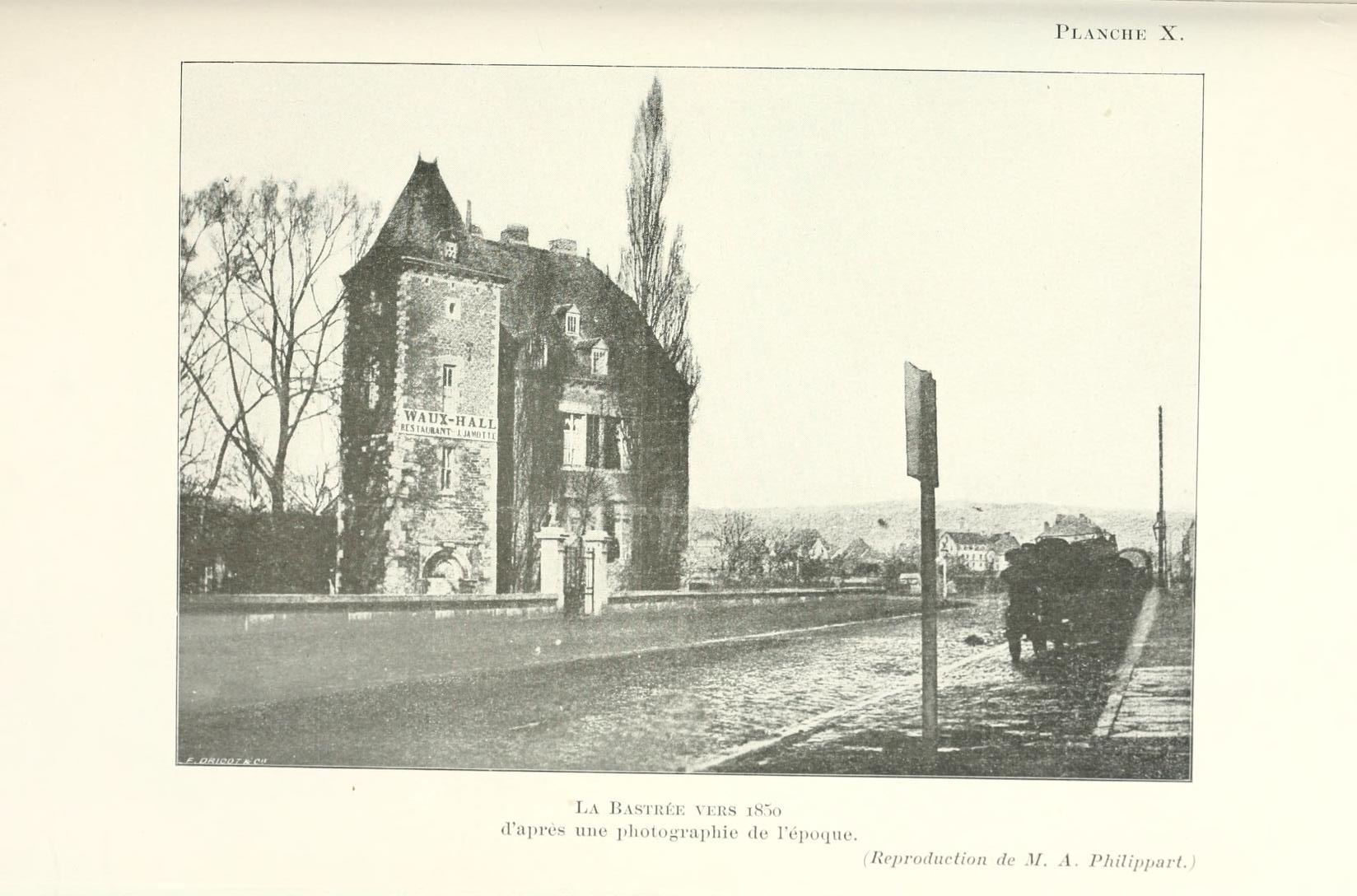
La Bastrée en 1850

Il semble malgré tout que le bâtiment ne fut pas terminé rapidement, puisqu'en 1358, certaines institutions religieuses et le chapitre de la collégiale Sainte-Croix durent intervenir par des moyens financiers pour achever le cloître. Ensuite, en 1365, le prince-évêque Jean d'Arckel leur octroya les revenus de l'église Sainte-Véronique toute proche, avec le consentement de l'abbaye de Saint-Laurent, dont relevait cette cure, moyennant l'hébergement du religieux appelé à desservir la paroisse et leur présence à l'abbaye les jours de la Saint-Laurent et de la Dédicace. Enfin, ils devaient assister aux obsèques des moines. Jean d'Arckel se reposait souvent dans ce couvent, et après sa mort, son cœur reposa longtemps dans un vase en plomb à l'entrée du chœur où une épitaphe rappelait à sa mémoire. Jean d'Arckel, appréciant le couvent et manifestant une prédilection particulière pour ses environs, va construire le manoir de la Bastrée à quelques centaines de mètres. Possession au siècle suivant de la famille De Limbourg, ensuite habité par le bourgmestre de Liège, Gérard Caroli, il subit de nombreuses transformations. Appelé au XIXe siècle le Waux-Hall des Guillemins, il sera lui aussi démoli mais en 1904, après avoir servi de carrosserie. Lors de la démolition on a pu constater que les murs de sa tour étaient d'1 mètre 70.

#### Ressources du sous-sol
Les Guillemins ont signé un certain nombre de documents relatifs à des exploitations de charbonnages ou faisant allusion à des mines : quatre documents nomment certains ouvrages précis de houillerie, le premier date de 1357. Ils se réservaient en général un tiers de la production, a charge pour le locataire du terrain de réparer les dommages causés à la surface par l'exploitation évalués par les voir-jurés des charbonnages.

#### Quelques bienfaiteurs
En 1395, le prieur Guillaume de Champs, décédé cette année, portait le titre enviable, selon son épitaphe, de Provincial de France et de pater spiritualis des princes-évêques Jean d'Arckel et Jean de Bavière, ce qui démontre l'estime qui pouvait être attachée à l'établissement d'Avroy. En 1390, les Guillemins sollicitent des échevins de Liège, une cour jurée composée d'un mayeur et de sept tenants jurés parce qu'ils ont en la Cité et en d'autres lieux diverses cens et rentes et de nombreux masuirs
En 1436, un autre notable, Jacques de Fouron avait, avant de décéder, souhaité être inhumé face à la statue de la Vierge, située au milieu du sanctuaire.

#### Jean de Heinsberg et le cardinal Érard de La Marck
Pour célébrer sa première messe à Liège, le prince-évêque Jean de Heinsberg choisit leur sanctuaire et le cardinal Érard de La Marck appréciait y séjourner. Les prieurs Gilles de Xhendremael décédé en 1532 et Pierre Le Brun, décédé en 1548 sont d'ailleurs honorés du titre de confesseur du prince-évêque.

#### Testaments
De nombreux testaments en leur faveur sont attestés au cours des siècles et viennent enrichir leur patrimoine. 
En 1510, l'échevin Johan de Bearewar, cousin d'Ernoult de Bearewar qui avait tué Pirotte, le huileur de Saint-Gilles et qui avait été condamné à payer une rente de cinq muids d'épeautre à l'église des Guillemins de Liège, fait transporter à la décharge de celui-ci trois muids et trois setiers de rente au profit du monastère.

#### Compagnie Notre-Dame
La Compagnie Notre-Dame du métier des merciers, société religieuse et charitable avait son siège dans l'église du couvent des Guillemins dès le XIVe siècle.

#### D'autres artisans
En 1351, les Guillemins font appel à maître Gérard et son fils Lambier dit Braibechons, dont le délicat métier est graveur de sceaux. En 1368, ils font appel à maître Gossewien, fondeur de cloches et Renier de Fexhe, enlumineur. Un document du XIVe siècle est relatif à l'exécution testamentaire de maître Loren, le poindeur. Enfin en 1480 est signé un certain Jehan le Bonbardier, et en 1533, un Johan Loraine, librairier.

#### Jean de Mandeville
Aux XVIe et XVIIe siècles, on montrait, comme des reliques, des objets ayant appartenu à Jean de Mandeville, mort en 1372, auteur d'un ouvrage intitulé le Livre des merveilles du monde qu'il aurait rédigé à l'issue d'un voyage de 34 ans en Égypte, et dans différents pays d'Asie, jusqu'en Chine. Mandeville aurait achevé sa vie dans le couvent où il aurait écrit son roman. Lors de sa visite à Liège en 1663, le botaniste anglais, John Ray écrit avoir vu sa pierre tombale dans l'église, et sa selle, ses éperons et un mors de bride conservés dans la sacristie.

### Passage de Charles le Téméraire en 1468

#### Dégâts dans huit bâtiments
Le chartrier  des Guillemins contient plusieurs actes qui nous montrent que les ruines laissées derrière Charles le Téméraire subsisteront encore, en bien des quartiers, longtemps, après ses jours de colère : les archives en dénombrent huit rien que pour le monastère.

#### Termes et délais de réparations
Les Guillemins imposent au preneur l'obligation de réparer et de réédifier la construction sinistrée, imposent un délai et fixent la somme à consacrer à ces travaux et une seconde clause consiste en compensation, à accorder au preneur une réduction du cens.

### Pillages des troupes d'Orange
En 1568, les troupes de Guillaume d'Orange-Nassau passent par Liège, où elles comptent traverser la Meuse pour fuir l'armée du duc d'Albe traquant les calvinistes. La ville lui refuse sa traversée et furieux, pille et met le feu aux faubourgs : le couvent des Guillemins, hors de la Cité ainsi que l'abbaye de Saint-Laurent.
Un siècle plus tard, le couvent est florissant, et le prieur est jugé digne d'un titre élevé, le 27 avril 1670, le prieur Toussaint Fabri est nommé provincial de l'ordre des Guillemins pour les monastères de Germanie, de Liège et de Cambrais.

### Deux inspections auXVIIesiècle
Au XVIIe siècle, deux nonces de Cologne ont procédé à l'inspection du monastère, leur rapport précise certains détails intéressants. Le 21 avril 1614, le nonce Antoine Albergati fait la visite du couvent des Guillemins. Il promulgue un décret qui s'intéresse à la vie des moines. 
Le nonce souhaite que le nombre de dix moines soit le minimum puisque la maison a des ressources suffisante. Un moine supplémentaire sera chargé de l'instruction des famuli.
Le recrutement des novices, qui devront avoir une réputation parfaite, se fera de la manière la plus dure, et séparés des moines comme des étrangers, vêture et profession se feront sans faste, sans musique et sans danse.
En ce qui concerne l'ensemble de la communauté, le nonce impose des leçons hebdomadaires de théologie, des exercices de prédication, la récitation digne de l'office, des messes conventuelles quotidienne tout en insistant sur le jeûne et l'abstinence, la pauvreté, la frugalité et le respect du silence.
Les devoirs propres au prieur sont bien précisés : à lui de procéder à la vérification et l'application des règles et décrets. Il a la charge des conférences spirituelles hebdomadaires. La vie économique du monastère n'a pas retenu l'attention du nonce mais il précise toutefois qu'il défend d'aliéner les biens du couvent et il ordonne une reddition régulière des comptes au prieur et au chapitre.
Quarante ans plus tard le nonce Joseph San Felice fait la visite du même monastère en octobre 1656. Le prieur des Guillemins est alors Toussaint Fabri, de Barvaux, qui deviendra provincial de son ordre. Le nonce en fait l'éloge et constate que neuf religieux constituent toute la communauté qui ne semble pas avoir changé depuis 1614. San Felice a lu les décrets de son prédécesseur, rappelle toutes ses recommandations.

### Insurrection populaire
En 1649, le prince-évêque Ferdinand de Bavière avec l'aide du général Spaar mate l'insurrection populaire, s'empare du château et s'y maintient, malgré les fréquentes sorties des Liégeois et un bombardement à courte distance les dégâts ne furent pas importants.

### L'âge d'or du monastère
Il semble qu'au XVIIIe siècle le couvent soit à son apogée, et qu'il dispose d'excellentes ressources, puis qu'il entretenait alors vingt-trois religieux et sept ou huit frères convers. Benoît Lelarge, nommé prieur en 1749, s'attache pendant une dizaine d'années à faire régner l'ordre dans le monastère, mais devant l'inutilité de ses efforts pour améliorer la situation financière et améliorer la discipline, il renonce à ses fonctions et préfère vivre la vie de simple moine à Bernardfagne. Un document du XVIIIe siècle présente un cas d'indiscipline révélé par un acte de défense adressé au provincial de l'ordre des guillemins pour frère Mathias Bache, accusé et incarcéré pour avoir proféré des injures envers un échevin et un avocat liégeois et autres faits mineurs.
Malheureusement, moins d'un siècle plus tard, la situation financière devint critique, leur nombre était réduit à sept, les bâtiments approchaient la ruine et les dettes devinrent criardes. Il fallut que le prince-évêque Charles-Nicolas d'Oultremont charge le vicaire général de faire la visite du couvent. Le vicaire général proposa de disperser les religieux dans d'autres maisons de l'ordre et de procéder à la réfection des bâtiments. Cependant les autres communautés se refusèrent à les accueillir, et, en accord avec le chef du diocèse et le général de l'ordre, dès septembre 1770, il fut décidé que le vicaire général aurait à surveiller la communauté. Il était temps d'agir, les comptes n'étaient plus rendus depuis vingt ans, l'argenterie du couvent était au mont de piété et, en 1781, on ne comptait plus que trois religieux. En 1796, il n'y a plus que deux religieux.

### Création d'un pensionnat allemand
Le vicaire en fit un pensionnat allemand créé par François Rompellewenzell envoyé à Liège par le général de l'ordre. Ainsi, « sous la protection de son altesse sérénissime » les prieurs du monastère des Guillemins organisèrent les enseignements suivant : « les langues allemande, française, latine, ainsi que tout ce qui a rapport à la meilleure éducation, comme la musique, les armes, la danse, l'équitation, le dessin ». En 1788, un chanoine régulier du monastère des Croisiers, François Joseph Hauptas était chargé de l'inspection des études, de la direction du collège comme de la nomination des professeurs.

### La Révolution et location des terrains
La Révolution de 1789 va entrainer la confiscation du couvent qui sera vendu à la famille Fabry. Pour se faire d'autres profits, les Guillemins, dès février 1789, mirent leurs terrains en location pour n'en retirer que peu de bénéfice.

#### Refuge des incendiés d'Amercœur
Dès juillet 1794, lors de l'invasion des troupes françaises, le monastère fut désigné comme refuge du quartier d'Amercœur dont les maisons avaient été incendiées. Réfugiés qui ne tardèrent pas à se servir dans les potagers obligeant la municipalité à intervenir fermement.

#### Parc aux chevaux
On y établit ensuite sur leur terrain le parc à chevaux de la république, mais dès janvier 1795, l'administration le fait transférer place Saint-Paul.

#### Vente du couvent
En avril 1797, le mobilier de l'église et du couvent est mis aux enchères par l'administration française, et le 15 octobre, l'administration centrale ordonne l'enlèvement des signes extérieurs religieux et la grande croix de 52 kilogrammes est enlevée. 
La veuve du chef de la révolution liégeoise Jacques-Joseph Fabry était titulaire d'une créance sur le bien et son fils, Jacques-Hyacinthe Fabry, proposa à l'administration de racheter le bien en échange des créances. Malgré un rapport favorable de Léonard Defrance, le gouvernement n'accéda pas à cette requête, et les agents de l'administration vendirent le couvent et les biens en deux lots.

#### Description du bien à la révolution
Le couvent et l'église des Guillemins, situé partie Sainte-Verone, partie rue Jonkeux,…, forment un carré d'environ 100 pieds totalement dévasté et pour ainsi dire détruit. La maison du compteur en face, assez bonne, la brasserie et les bâtiments annexés comme remise etc, occupent une surface de 12,052 pieds. Les terres, cours, passage, prairies, houblonnières, jardins renfermés dans l'enclos, au nombre de douze et demi bonniers.
Le second lot une petite maison rue Sainte-Veronne no 727, avec cour et jardin d'une verge grande, cinq petites et demi et affermé au prix de 80 florins de Brabant.

### Vers la situation actuelle

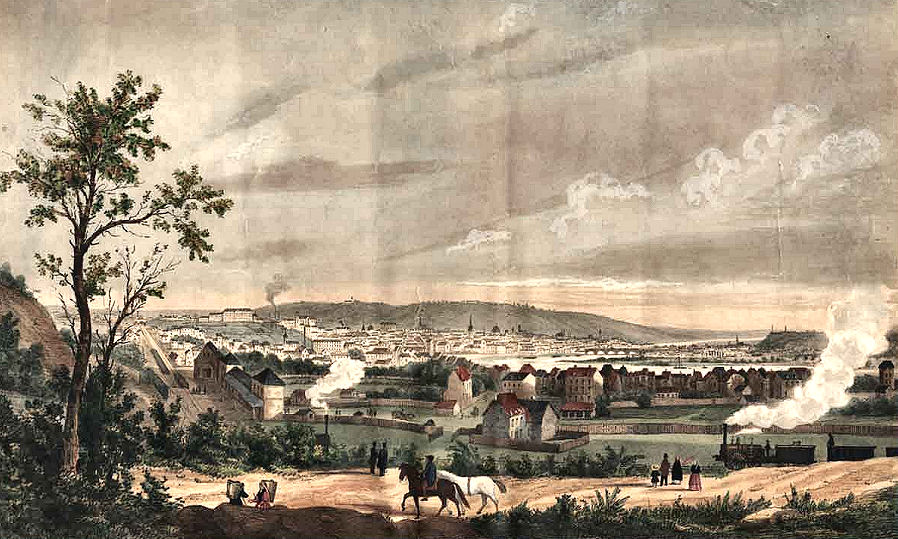
J.B. Gratry : vue du quartier avec la gare en 1845 peu après la destruction du couvent des Guillemins.

Les Fabry se partagèrent la propriété en novembre 1824. Les terrains seront vendus de 1840 à 1857, pour former le quartier des Guillemins : les rues des Guillemins, Fabry, Dartois, Simonon, du Midi, de la Paix, et la place de Bronckart. Une partie du terrain du couvent des Guillemins a aussi servi à l'élargissement de la rue du Plan Incliné.

### Impasse des Guillemins
On appelait de ce nom, dans la seconde moitié du XIXe siècle, cette impasse qui, s'ouvrant près de l'église Sainte-Véronique, conduisait à la dernière maison, restée debout jusqu'alors, de l'ex-couvent des Guillemins.